# Barbie e l'avventura nell'oceano 2
Barbie e l'avventura nell'oceano 2 (Barbie in a Mermaid Tale 2) è un film d'animazione del 2012 diretto da William Lau.
È il ventiduesimo film di Barbie ed è il seguito di Barbie e l'avventura nell'oceano.

## Trama
Merliah, grazie alla vittoria nel torneo di surf di Malibù, si reca in Australia per partecipare alle gare internazionali, dove le viene anche offerto di posare come fotomodella per una marca di costumi da bagno.
La sua rivale Kylie, già gelosa della bravura e del successo di Merliah, viene facilmente convinta da un pesce parlante a rubare alla rivale la collana magica che le permette di trasformarsi in sirena e a seguirlo poi negli abissi, dopo essersi trasformata a sua volta nella creatura chimerica del mare.
In realtà lo scopo del pesce parlante era quello di liberare la sua padrona, Eris, la zia malvagia di Merliah, che era stata imprigionata in turbine sottomarino, nel quale Kylie rimane catturata a sua volta.
Merliah, resasi conto della sparizione della collana, grazie alla segnalazione della sua amica foca che aveva seguito Kylie di nascosto, raggiunge il turbine sottomarino e a liberare la rivale. Merliah, infatti, riesce a respirare sott'acqua anche quando non si è trasformata in sirena.
Nel frattempo, Eris cerca di sostituirsi a Calissa, la madre di Merliah e regina di Oceana, catturandola e sedendosi sul trono ella stessa, pronta a ricevere l'abilità di controllare la meriglia, ovvero i poteri del mare, ma Merliah riesce a fermarla anche grazie all'aiuto della stessa Kylie, che diventa, da acerrima rivale che era, sua inseparabile amica.
Merliah ottiene i poteri di controllo della meriglia e la capacità di trasformarsi a suo piacimento in sirena, e dona dunque la collana magica all'amica Kylie, che, nelle scene finali del film, riesce a batterla nella gara internazionale di surf, ma vuole l'amica con sé con sul podio per poter stringere con lei l'ambito trofeo.

## Doppiaggio
| Personaggio            | Doppiatore originale | Doppiatore italiano |
| ---------------------- | -------------------- | ------------------- |
| Merliah Summers/Barbie | Kelly Sheridan       | Emanuela Pacotto    |
| Kylie Morgan           | Ashleigh Ball        | Jenny De Cesarei    |
| Regina Clarissa        | Nicole Oliver        | Elda Olivieri       |
| Eris                   | Kathleen Barr        | Cinzia Massironi    |
| Zuma                   | Tabitha St. Germain  | Giovanna Papandrea  |
| Fallon Casey/Fanny     | Nakia Burrise        | Alessandra Karpoff  |
| Hadley                 | Maryke Hendrikse     | Sabrina Bonfitto    |